# Curimus decorus
Curimus decorus là một loài bọ cánh cứng trong họ Byrrhidae. Loài này được Steffahny miêu tả khoa học năm 1842.